# Molly Brink
Molly Brink ist eine US-amerikanische Schauspielerin und Darstellerin der Andorianerin Lt. Talas in Star Trek: Enterprise. Außerdem war sie in den Filmen Hairshirt und In, sowie in der Episode Shooting Stars (#121) von CSI: Den Tätern auf der Spur zu sehen. 2006 spielt sie im Film 10 Tricks mit.

## Filmografie
- 1998: Verrückt nach Corey (Hairshirt)
- 2004–2005: Star Trek: Enterprise (Fernsehserie, drei Folgen)
- 2005: Midnight on the Sunset (Kurzfilm)
- 2005: CSI: Den Tätern auf der Spur (CSI: Crime Scene Investigation, Fernsehserie, eine Folge)
- 2006: In
- 2006: 10 Tricks
- 2007: Running Dragon (Kurzfilm)
- 2009: HBO Imagine (Kurzfilm)